# Fernando Navarro Morán
Fernando Navarro Morán (* 18. April 1989 in Mexiko-Stadt) ist ein mexikanischer Fußballspieler, der zu Beginn seiner Laufbahn im Mittelfeld agierte und seit 2012 in der Verteidigung eingesetzt wird.

## Laufbahn
Navarro Morán begann seine Profikarriere beim Club Atlante, mit dem er in der Saison 2008/09 die CONCACAF Champions League gewann. Zu jener Zeit hatte er sich bereits zum relativ häufig eingesetzten Stammspieler entwickelt, der im Jahr 2010 alle Ligaspiele für seinen Verein absolvierte.
Nach seinem Wechsel im Sommer 2011 kam er für seinen neuen Verein UANL Tigres in den nächsten anderthalb Jahren nur noch zu insgesamt zwölf Punktspieleinsätzen und im folgenden Halbjahr absolvierte er beim CF Pachuca lediglich einen Punktspieleinsatz. Dafür gewann er mit den Tigres in der Apertura 2011 zum ersten Mal die  mexikanische Fußballmeisterschaft.
Seit seinem Wechsel zum Club León, mit dem er in der Saison 2013/14 beide Meistertitel gewann, kommt er wieder häufig zum Einsatz.

## Erfolge
- Mexikanischer Meister: Apertura 2011, Apertura 2013, Clausura 2014
- CONCACAF-Champions-League-Sieger: 2008/09
- CONCACAF Gold Cup: 2019